# Cakile arabica
Cakile arabica är en korsblommig växtart som beskrevs av Josef Velenovský och Joseph Friedrich Nicolaus Bornmüller. Cakile arabica ingår i släktet marvioler, och familjen korsblommiga växter. Inga underarter finns listade i Catalogue of Life.